# Neostylopyga rufescens
Neostylopyga rufescens är en kackerlacksart som först beskrevs av Lucien Chopard 1924.  Neostylopyga rufescens ingår i släktet Neostylopyga och familjen storkackerlackor.
Artens utbredningsområde är Nya Kaledonien. Inga underarter finns listade i Catalogue of Life.